# Province d'Ishikari
Pour les articles homonymes, voir Ishikari (homonymie).
Ishikari (石狩国, -no kuni) est une ancienne province du Japon qui se trouvait sur l'île d'Hokkaido. La région qu'occupait cette province correspond aujourd'hui à la sous-préfecture d'Ishikari, à laquelle on ajoute une petite partie des préfectures de Chitose et d'Eniwa ainsi que la totalité de la subpréfecture de Sorachi et la moitié sud de la subpréfecture de Kamikawa.

## Histoire
15 août 1869, la province est créée et divisée en neuf districts. 
1872, la population est de 6 000 habitants. 
1882, toutes les provinces d'Hokkaido fusionnent.

## Districts
- Ishikari (石狩郡)
- Sapporo (札幌郡)
- Yūbari (夕張郡)
- Kabato (樺戸郡)
- Sorachi (空知郡)
- Uryū (雨竜郡)
- Kamikawa (上川郡)
- Atsuta (厚田郡)
- Hamamasu (浜益郡)